# Koevtsi
Koevtsi (Bulgaars: Коевци) is een dorp in Bulgarije. Het dorp is gelegen in de gemeente Soechindol in de oblast Veliko Tarnovo, niet ver van de stad Sevlievo.

## Bevolking
Het dorp telde in december 2019 109 inwoners, een daling vergeleken met het maximum van 1100 personen in 1934.
|  |

Van 149 inwoners reageerden er 134 op de optionele volkstelling van 2011. Van deze 134 respondenten identificeerden 116 personen zichzelf als etnische Bulgaren (86,6%), gevolgd door 7 Bulgaarse Turken (5,2%), Roma (4,5%) en 5 ondefinieerbare respondenten (3,7%).
| Etnische samenstelling van de respondenten (2011) | Etnische samenstelling van de respondenten (2011) | Etnische samenstelling van de respondenten (2011) | Etnische samenstelling van de respondenten (2011) | Etnische samenstelling van de respondenten (2011) |
| ------------------------------------------------- | ------------------------------------------------- | ------------------------------------------------- | ------------------------------------------------- | ------------------------------------------------- |
|                                                   |                                                   |                                                   |                                                   |                                                   |
| Bulgaren                                          | Bulgaren                                          |                                                   | 86,6%                                             | 86,6%                                             |
| Turken                                            | Turken                                            |                                                   | 5,2%                                              | 5,2%                                              |
| Roma                                              | Roma                                              |                                                   | 4,5%                                              | 4,5%                                              |
| Anders/Onbekend                                   | Anders/Onbekend                                   |                                                   | 3,7%                                              | 3,7%                                              |

Bjala Reka · Gorsko Kaloegerovo · Gorsko Kosovo · Koevtsi · Krasno Gradisjte · Soechindol